# Zsámboky János

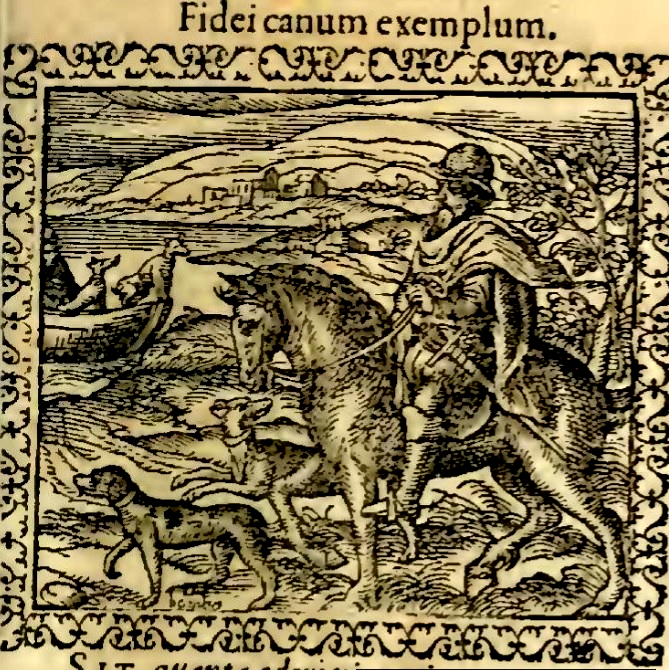
Zsámboki és két erdélyi kopója, Bombo és Madel, Emblemata című műve első kiadásából (1564)

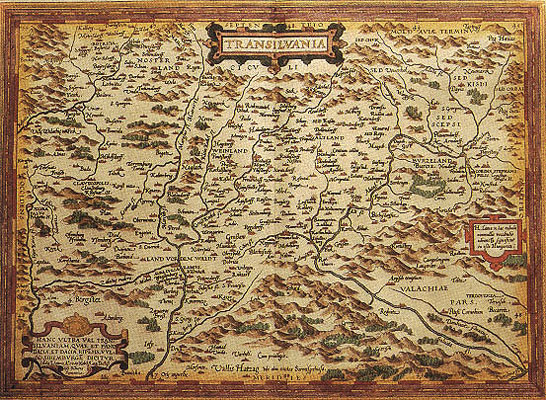
Johannes Sambucus Erdély térképe

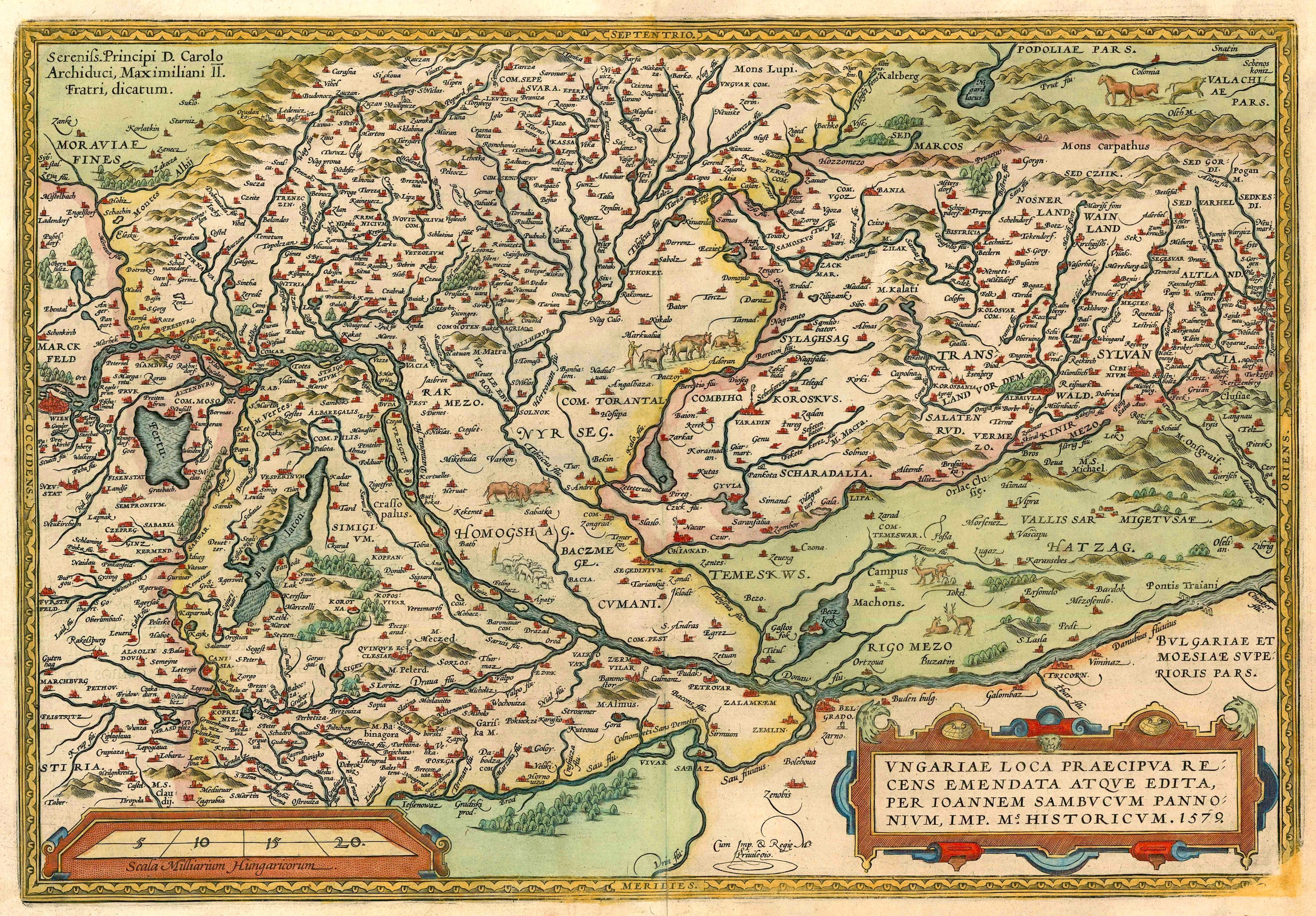
Johannes Sambucus Magyarország térképe, 1578

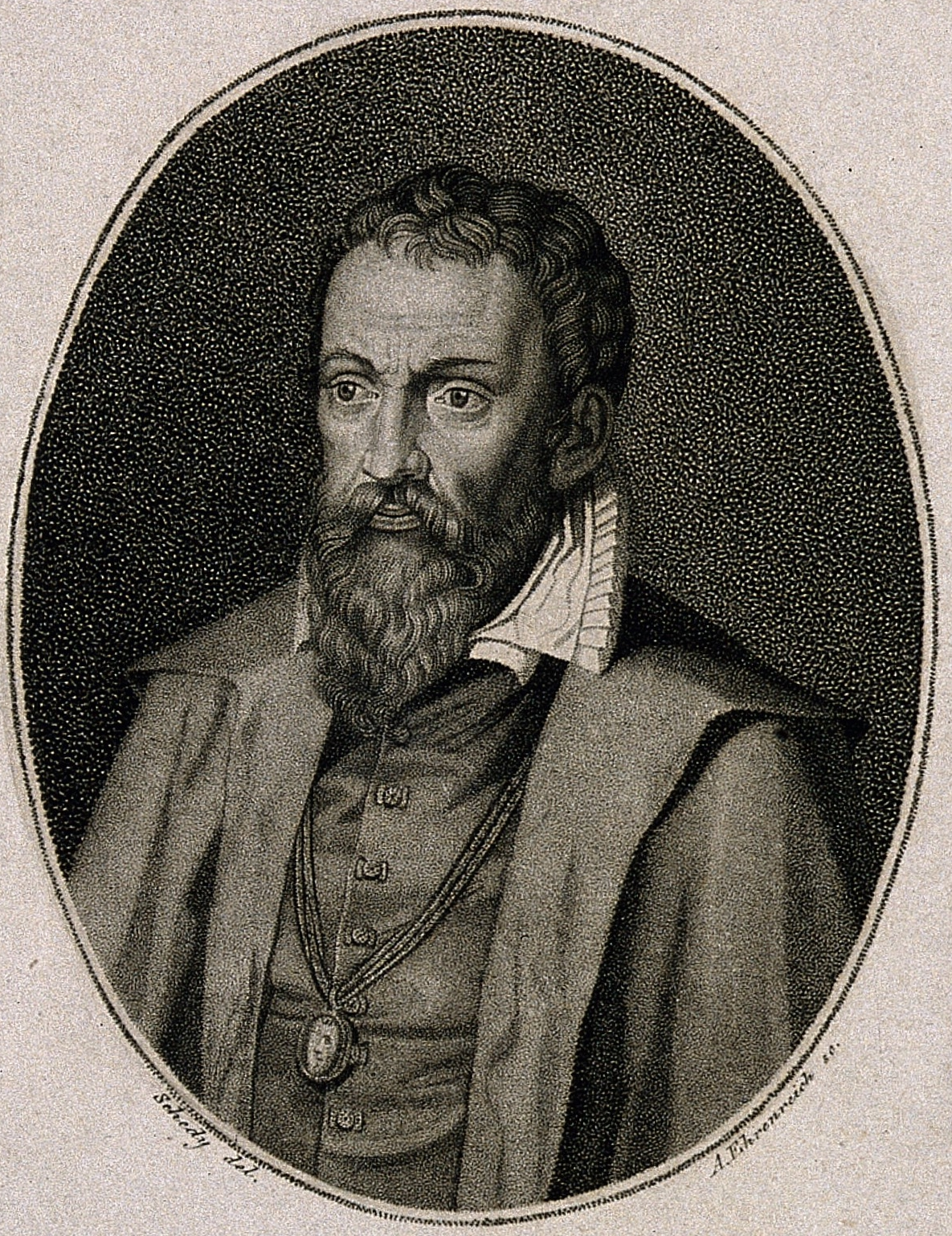
Zsámboky Jánosról készült 19. századi metszet (Ehrenreich Sándor Ádám alkotása)

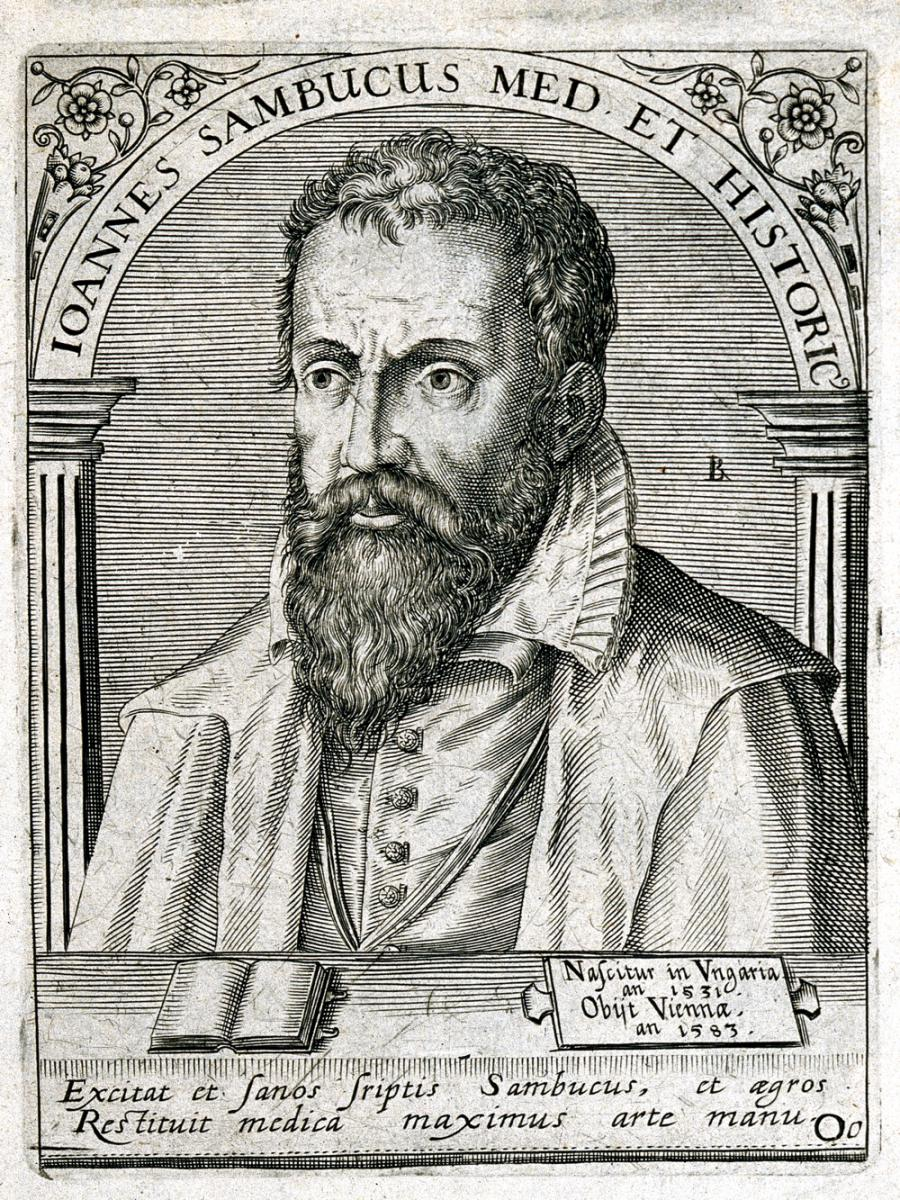
Zsámboky János portréja a Bibliotheca chalcographica (1652-1669) szerint

Zsámboki János vagy Sámboki János, humanista nevén Johannes Sambucus, (Nagyszombat, 1531. június 1. – Bécs, 1584. június 13.) bölcseleti és orvosdoktor, történetíró, a humanista levélírás jeles képviselője, nevezetes emblémáskönyv szerzője. Történetíró, filológus, orvos, térképész, a magyar késő reneszánsz egyik kiemelkedő polihisztora volt. Bécsben, Wittenbergben, Strassburgban, Párizsban és Padovában folytatta egyetemi tanulmányait. A közép-európai humanizmus történetének második szakaszához tartozott: tudományos érdeklődése és kapcsolatai nem csak Itália, hanem inkább Nyugat-Európa felé irányultak. Francia, német és svájci tudósokkal levelezett, több mint 50 munkáját Bázelben és Antwerpenben adta ki.
Tevékenységének legértékesebb része a filológia volt; kiadta többek között Plautus (1566), Pietro Ranzano (1558), Antonio Bonfini (1568) (Rerum Hungaricarum decades), valamint Janus Pannonius (1569) munkáit. Könyvtára, kéziratgyűjteménye európai hírű volt.

## Élete
Apja 1549-ben I. Ferdinánd császártól nemességet kapott a török elleni harcban tanúsított hősiessége és városbírói állásában szerzett érdemei elismeréséül. A család a Pest vármegyei Zsámbok községről vette fel nevét. Zsámboky János apja, Zsámboky Péter birtokainak elvesztése után telepedett át Nagyszombatba. Látva fia szorgalmát, tudásszomját, gondoskodott taníttatásáról.
Bécsben Georg Ritheimertől görög nyelvet tanult. 1543-tól Lipcsében folytatta tanulmányait, Joahimus Camerarius humanista tudós pártfogása alatt. 1545. június 29-én iratkozott be a Wittenbergi Egyetemre, ahol ekkoriban Philipp Melanchthon is tanított. Ingolstadtban, Veit Amerbach latin filológus oktatta. Itt került kapcsolatba Petrus Apianus sokoldalú reneszánsz tudóssal, akinek a fiaival barátságot kötött. 1550-ben Strasbourgban Johannes Sturm tanítványa lett.
1551-52-ben Párizsban a Collége Royal előadásait hallgatta. Tanítói között volt Adrien Turnèbe, Petrus Ramus. Ekkor ismerkedett meg Jean Dorat költővel. Párizsba érkezése után nem sokkal, 1551 szeptemberében, előadást tartott a párizsi egyetemen Oratio quod oratores ante poetas a pueris cognoscendi sint címmel. Ez volt első pedagógiai érdeklődéséről tanúskodó írása, amit később, Δεμεγοριαι című műve függelékében tett közzé. 1552-ben szerezte meg a magiszteri címet. Párizsi tanulmányai alatt Platón két dialógusát fordította latinra, ugyancsak itt fejezte be Epistolarum conscribendarum methodus című munkáját, ami szemelvényeket tartalmaz Libaniosztól. Romanorum principum effiges című műve (1552, Strasbourg) római és német-római császárok rövid életrajzát tartalmazza, Julius Caesartól I. Ferdinánd német-római császárig, medalion képekkel illusztrálva, amik részben Zsámboky érmegyűjteményéből származó reprodukciók.
1552-ben Svájcon keresztül Bécsbe tért vissza, útközben Baselben Δεμεγοριαι (Beszélgetések) címen közzétette Johannes Oporinus neves humanista könyvkiadónál néhány versét és Xenophón szemelvényeinek latin fordítását.
Bécsben Ferdinánd császár óhajára Tinódi Lantos Sebestyén Egervár ostromáról szóló verses krónikáját dolgozta át latin prózába. 1553 január 1-jén Ingolstadtban beszédet mondott In Christi natalem oratio címmel. Ebben az évben a Padovai Egyetemen orvostudományt hallgatott, majd 1555-ben megszerezte a licentiatust. Tanulmányai mellett nagyarányú kézirat-, könyv- és régiséggyűjtő munkát végzett.
1555-ben tette közzé Poemata című verseskötetét amit tanítványainak, Bona Györgynek – Oláh Miklós esztergomi érsek unokaöccsének – és Istvánffy Miklósnak, a későbbi történetírónak ajánlott. Ismeretséget kötött Paulus Manutius és Francesco Robortello olasz humanistákkal.
Az 1558-as évet a bécsi egyetemi könyvtár kéziratgyűjteményének rendezésével töltötte. Ebben az évben tette közzé Pietro Ranzano magyar történetét és Platón két, még Párizsban fordított dialógusát (Alcibiades Secundus, Axiochus) is. 1558 végén újfent Padovában volt és 1559 elején közzétette első szemelvényes Janus Pannonius kiadását.
1560-ban Párizsba utazott. Felelevenítette régi humanista kapcsolatait és új barátokra tett szert, többek között Charles de L’Écluse orvos-botanikus, Henri de Mesmes, Jacques Grevin költő, és Henri Estienne személyében. Párizsban jelentette meg 1561-ben De Imitatione Ciceroniana című munkáját.
1562-ben ismét Itáliába utazott. Megfordult Milánóban, Velencében, Bolognában, Padovában, Ferrarában, Firenzében, Rómában, Nápolyban. Neves olasz humanistákat keresett fel, gazdagította ismeretségi körét, tudását, könyvtárát, régiséggyűjteményét. Padovába visszatérve gondoskodott gyűjteménye Bécsbe szállításáról, majd Gent és Antwerpen városában időzött hosszabb ideig. Barátságot kötött Hadrianus Junius holland tudóssal, aki később Zsámboky több munkájának közreműködője lett. Junius orvos és filológus, a görög-latin tudományok jeles művelője és embléma-költő volt, akit kortársai II. Rotterdami Erasmusként emlegettek.
Christoffel Plantin neves humanistát, Antwerpen híres nyomdájának alapítóját Zsámboky 1564-től szintén barátai közé sorolhatta. Az ő nyomdájában készült Zsámboky emblémás könyve és Ars Poetica Horatii című műve is.
1564 szeptemberében Bécsben telepedett és mint udvari történetíróként kezdte meg működését. II. Miksa császár uralkodása alatt a bécsi udvar a humanizmus egyik fellegvára volt. Sorra jelentek meg Zsámboky filológiai művei. 1567-ben megnősült, Egrer Krisztinát, Egrer Kálmán nagyszombati polgár leányát vette el. 1569-ben császári tanácsosi címet kapott.
1575-ben Mannersdorfban házat vásárolt. Egy fia és két lánya született. Költséges könyvkiadásai és gyűjtőszenvedélye, valamint az udvar által nem teljesített fizetési kötelezettségek vagyona felemésztődéséhez vezettek. Az 1570-es évek elejétől kénytelen volt könyvtára egy részének eladásáról tárgyalni az udvarral. Zsámboki ugyanis korának egyik jeles könyvgyűjtője volt, több ezer könyvet és kéziratot számláló könyvtára a korabeli Európa egyik legnagyobb magánkönyvtára volt.
1584. június 13-án hunyt el Bécsben, nagy pompával temették el.

## Munkássága
Kiadta antik szerzők műveit éppúgy mint Janus Pannonius verseit. Mint latinul verselő költőt is nevezetes, de legnagyobb sikerét kétségtelenül a számos kiadást megért emblémagyűjteményével (Emblemata, Antwerpen, 1564) aratta. A magyar törvények kiadása terén is szerzett érdemeket: kiadta Werbőczy István Tripartitumát, de elkészítette Magyarország térképét is (1566. évi Erdély-térképe Johannes Honterus, 1571. évi Magyarország-térképe Lázár munkájának magyaros névírású, kiegészített, javított változata).
Saját historiográfiai műveinek száma nem nagy, itt is elsősorban filológusi, szövegkiadói teljesítménye kiemelkedő. Történetíróként elsősorban Pietro Ranzano Epithoma rerum Hungaricarum (A magyarok történetének rövid foglalata) című krónikájának, illetve Antonio Bonfini krónikájának kiadása tette híressé. Előbbi 1558-ban Bécsben, utóbbi 1568-ban Bázelban jelent meg. Zsámboki emellett latinul megírta Eger 1552-es, Szigetvár 1556-os ostromának sikeres visszaverését, Temesvár elestét és Tokaj Schwendi Lázár által történt elfoglalását.

### Zsámboky János emblémái
Zsámboky emblémáskönyve 1564-es első kiadásában 167 emblémát közölt és függelékében 46 éremmetszetet. Az 1566-os kiadás 224 emblémát és 90 érem képét tartalmazza és függelékében találjuk a Poemata kötet néhány válogatott epigrammáját is. További négy kiadásban látott napvilágot. A könyvecske szépsége Plantin nyomdáját, a metszetek a neki dolgozó flamand és francia mesterek művészetét dicséri.
Zsámboky Emblemata című kötete a legnagyobb költői teljesítménye. Előszavában a műfajról értekezik és az alábbiakban vonja meg határait. „Az embléma célja az erkölcsi oktatás, képszerű ábrázolásával ne csak gyönyörködtessen, hanem burkoltan az erkölcsi igazságot is foglalja magában.” Rejtett vonatkozása pedig gondolkoztassa meg az olvasót, tanítson, de legfőképpen legyen benne rejtett tartalom, éleselméjűség, kellem és sokoldalúság. Az emblémának gazdag tartalmúnak kell lennie, hogy az olvasót foglalkoztassa és gazdagsága a szép gondolatok súlyában jusson kifejezésre. E könyvben legeredetibb Zsámboky költészete. Az emblémák széles körű tárgyi tudást, asszociativitást igénylő verseiben találta meg igazi hangját.

#### Poetica ad Dionysium Lambinum
Ebben az emblémájában a megszemélyesített poézis szólal meg, költészetének ars poétikáját fedezhetjük fel benne.
„Bármi témát választok, akár komolyat, akár vidámat, lényegében mindent utánzok és nem magamat adom. A valóságot a képzelettel, a képzeletet a valósággal keverem, hogy gyönyörködtetni tudjak. Mondanivalóm sorrendjében nem tartok be előírt szabályokat, s a kifejezések és a képek is nálam sokkal szabadabbak, mint másoknál. Sem a tárgy, sem a forma nincs nálam meghatározva, mégis testet ölt, amit alkotok. Nagyobb művészet ugyanis a változatos témákhoz a megfelelő formát megtalálni, mint előre megadott tárgyhoz az előírt versmértéket vagy műfaji jelleget alkalmazni. Mint, hogy új utakon járok, talán ügyetlennek látszom, de a művészi formákban sokkal változatosabb vagyok. Nem én alkotok, hanem engem formálnak, az isteni szikra bennem munkálkodik, de az idővel együtt változom.” A Poezis szavából a manierista költészetfelfogás minden fő jellegzetességét megismerhetjük. A képzelet és valóság keveredése, a relativizmus, a képek, kifejezések szabadsága, az ihletettség, az öntudatlan alkotás elmélete mind-mind a manierizmus költészetfelfogásának kulcselemei és alapvetően szemben állnak a klasszikus költők nézeteivel.
Az emblémák intellektuális tartalma és a játékos asszociációi közötti ellentét adja azt a paradox hatást, ami alapvetően nem reneszánsz vonásuk. Ez a paradoxia az, amire épülnek az emblémái és tükrözik a cinquecento derekának eszmevilágát, aminek művészi kifejeződése a manierizmus. Az, hogy Zsámboky (de általában a manierista alkotók) műveiben egyes elemeket nem lehet sem a reneszánsz, sem a barokk stílusjegyeként értelmezni, de még a reneszánsz túlhajtásaként sem, is-is féle meghatározásokat eredményezett.
Az emblémák intellektuális célkitűzésű műfaj, és a költő szándéka szerint a rébusz, az erkölcsi tanítás vagy mindkettő adja intellektuális tartalmát. Az optikai hatást mint konkrét képet és mint szóképet egyaránt felhasználja burkolt utalásai, rejtett elméssége érdekében.
Közvetlen érzelmi reagálásra nem törekszik, a paradox kifejezésmódot kedveli, formai párhuzamokat használ, viszonylag önálló részeket rendel egymás mellé és e mellérendelésben a részek valamennyire mindig megőrzik önállóságukat az esztétikai összhatáson belül. Az embléma műfaj jellegzetességei – a manierista költészet jellegzetességei – Zsámboky emblémáiban egyértelműen tetten érhetők.

#### Nusquam tuta fides
A párhuzamos szerkesztés, a váratlan fordulattal, asszociatívan összekapcsolt példa és tanulság Nusquam tuta fides című emblémában: Az elefánt, ha nyugovóra tér, fatörzshöz támaszkodik. Az elefántvadászok előre elfűrészelik a fa törzsét annyira, hogy amikor az elefánt nekitámaszkodik, az kidőljön, s az állat felboruljon. Így ugyanis könnyebb az elefántot zsákmányul ejteni. Továbbszőtt gondolat: sehol sem lehetünk biztonságban.

## Emlékezete
- A Magyar Orvostörténelmi Társaság Zsámboky János-emlékérme

## Művei

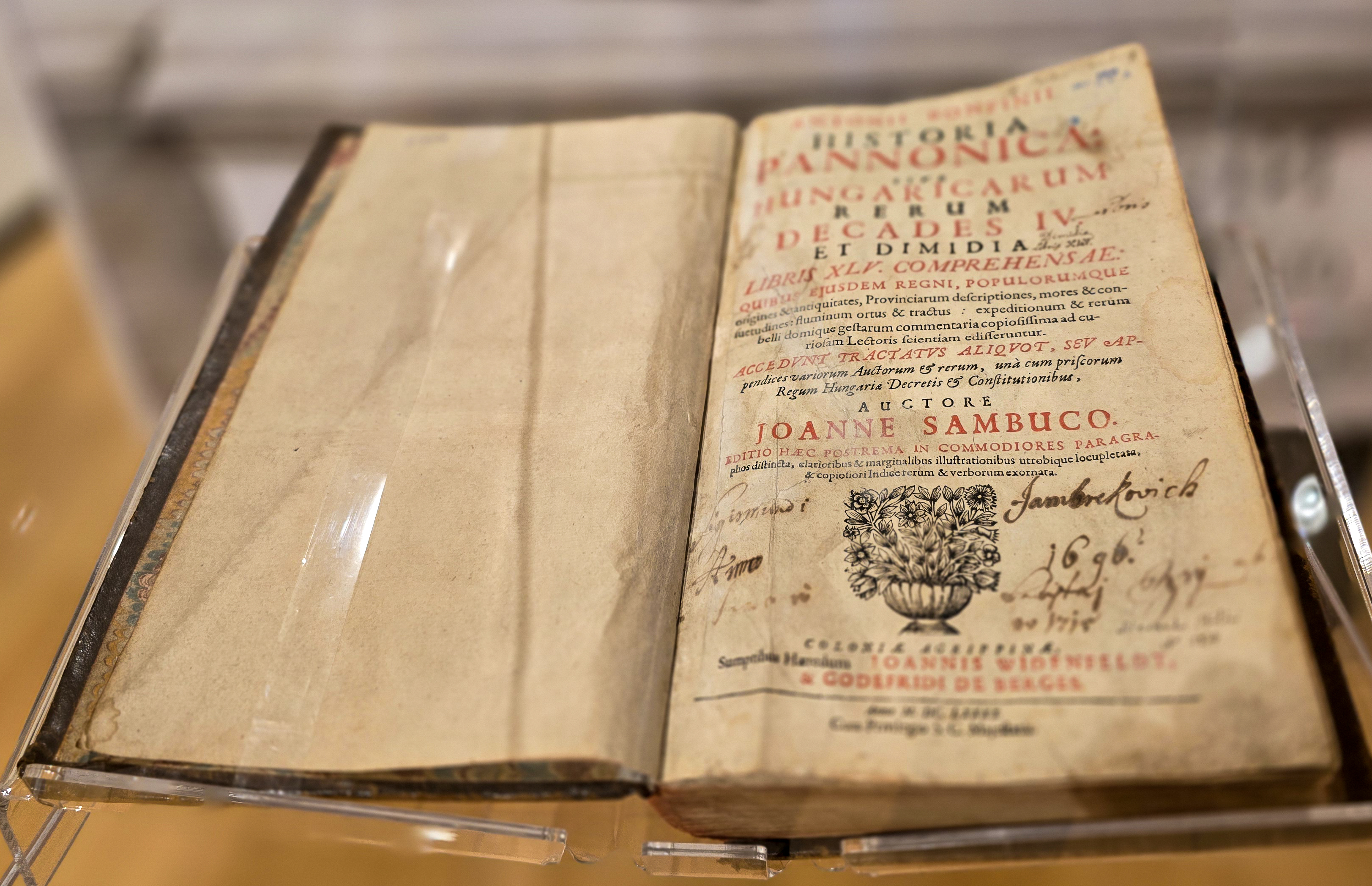
Bonfini és Zsámboky kötetének újabb kiadása 1690-ből a Nagyváradi Városi Múzeumban

1. Dioscoridis Libri Octo Graece Et Latine. Castigationes in eosdem libros. Parisiis, 1549
2. Luciayni dialogi coelestes… Argentorati, 1550 (Görög és latin czímmel és szöveggel. Ujabb kiadásai: Parisiis, 1554, 1572. Basel, 1576)
3. Δημηγιριαι Hoc Est Conciones aliqvot Ex Libris Xenophontis de Paedia Cyri, breviores & selectiores, uersae pro tironibus Graecae linguae… Additae sunt duae Orationes contrariae. Critiae & Theramenis, ex libro secundo de Rebus gestis Graecorum… Basiliae, 1552
4. Epistolarum Conscribendarum Methodus, una cum Exemplis, incerti autoris, Graece & Latine, in utriusq. linguae studiosorum gratiam nunc multo quám antea & emendatior & locupletior edita… Basiliae, 1552 (2. kiadása. Basiliae, 1558)
5. Romanorum Principum effigies-cum historiarum annotatione, olim ab Jo. Huthichio confecta: nunc vero alicubi aucta & Longe Castigatiora opera… Basiliae, 1552
6. In Christi Natalem Oratio… habita Ingolstadij tertio & quinquagesimo anno ineunte. Eiusdem Sententiae aliquot hymni eodem autore. Augustae Rheticae (1553)
7. Nili Patria Sancti Et Archiepiscopi Constantinopolitani Illius Misericordis, Oratio Ad Deum contra Barbarorum incursiones, bella intestina, pestem, famem ac mortis uim praesentem. Patovii, 1555
8. Poemata Qvaedam. Patovii, 1555
9. Rerum Ad Agriam Anno M.D.LII. gestarum, breuis Narratio (Bécs, 1558. Nem önállóan, hanem Ranzanus, Epitome Rerum Ungaricarum munkájának függeléke gyanánt jelent meg)
10. Obsidio Zigethiensis An: M.D.LVI. descripta: Viennae, 1558
11. Dialogi Duo Platonis, Alcibiades Secundus et Axiochus. Interprete. Viennae, 1558
12. Oratiuncula… in obitum Generosi Adolescentis Iacobi a Stubenberg, Baronis & Pincernae haereditarij Stiriae etc. Qui annos natus 17. Patauij 27. Februarij Anni MDLIX. graui omnium luctu; vita excessit. Patavii, 1559
13. Oratio, In Obitum Generosi Ac Magnifici Adolescentis Georgii Bona Transylvani… Qui mortuus est VI. Septemb. anni 1559. Addita sunt in fine doctissimorum aliquot virorum Epitaphia Graeca & Latina. Patavii, 1560
14. De Imitatione Ciceroniana Dialogi Tres Autore… Eusdem duae Orationes Funebres, cum doctissimorum aetatis nostrae virorum Epistolis aliquot eiusdem argumenti, & Epigrammatis graecis & Latinis. Parisiis, 1561 (újabb kiadásai: Antwerpen, 1563 és 1568)
15. Orationes Duae Funebres… Cum doctissimorum aetatis nostrae virorum Epistolis eiusdem argumenti, atque Epigrammatis Graecis & latinis. Parisiis, 1561.
16. Luciani Samosatensis Opera… Basiliae, 1563, négy kötet (újabb kiadások Parisiis, 1602 és 1619)
17. Ars Poetica Horatii, Et In Eam Paraphrasis. Antwerpiae, 1564
18. Emblemata, Cum Aliquot Nummis Antiqui Operis. Antwerpiae, 1564 (Antwerpiae, 1566, 1569, 1576, 1584, 1599, francziául. Antwerpiae, 1567) Hasonmás kiadás: Emblemata. Antverpiae 1564; fakszimile szöveggondozás: Varjas Béla, Akadémiai, Bp., 1982 (Bibliotheca Hungarica antiqua)
19. Petronii Arbitri Massiliensis Satyrici Fragmenta… Antverpiae, 1565
20. Oratio Cum Epigrammatis Aliquot Epithaphiis in Obitum Imp. Ferdinandi Primi… tertio nonas Sextil. MDLXIIII. Viennae, 1565
21. Αρισταινετου επιστολαι ερωτικαι. Antverpiae, 1566
22. Laertii Diogenis De Vita Philosophorum Libri X... Antverpiae, 1566
23. M. Accii Plavti Comoediae Viginti… Antverpiae, 1566 (Basiliae, 1564)
24. Epistola et Epitaphia De Obitu Magnific. Herois ac Baronis Sigismundi ab Herbersein & C… Augustae Vindelicorum, 1566 (és Bécs, 1566)
25. Reges Vngariae, Ab An: Chriati CDI. usqu. ad M.D.XLVII. Item Iani Pannonii… Eranemus nunc repertus. Viennae, 1567
26. Ευναπιου βιοι Φιλοσοϕων. Antverpiae, 1568
27. Sententiae Et Regulae Vitae Ex Gregorii Nazanzeni Scriptis Collectae, Eiusdem Iambi aliquot… Antverpiae, 1568 (újabb kiad. Krakkó, 1578)
28. Antonii Bonfinii Rerum Vngaricarum Decades Quatuor… . Basiliae, 1568 (újabb kiad. Frankfurt, 1581, Hanau, 1606, Köln, 1690)
29. Nonni Panopolitae Dionysiaca,… . Antverpiae, 1569
30. Elegia de Angelis, Cum precatiuncula quadam, & Epistola de obitu Mag. D. Marci Singhmoseri… Viennae, 1570
31. Epistolae Duae Duum VV. D. Johannis Sambuci Et D. Johannis Cratonis… De Lugubri Et. Reip. Damnosa Ex Hac Vita Migratione Magn. Viri D. Johannis Vdalrici Zassii Proconcell. Imperii Augusti. vna cum Epitaphijs. Lipsiae, 1570
32. Hesychii Milesii, Illustrii Cognomento, de his qui eruditionis fama claruere, Liber, Hadriano Iunio Medico interprete. Antverpiae, 1572
33. Arcus aliquod Triumphal. Et Monimenta Victor. Classicae, In Honor. Incivtissimi ac Illustriss. Iani Austriae Victoris Non Quieturi. Antverpiae, 1572
34. Symposion Trimeron: Sive, Antonii Bonfinii De Pudicitia coniugali & virginitate Dialogi III. Basiliae, 1572 (újabb kiad. Francofurti a. M., 1621)
35. De Corona Seren. Rodolphi Regis Vngariae, &c. Archiducis Austriae, &c. 25. Septemb. 1572. ad Status Regni, & alios Joan. Samb. oratiuncula. Viennae, 1572
36. Alpes Juliae, Japides et Carni, Antverpiae, 1573
37. Icones Veterum Aliqvot Ac Recentivm Medicorvm Elegiolis Svis Editae. Opera I. Antverpiae 1574 (újabb k. Antverpiae, 1589, 1603, Amsterdam, 1612, 1615)
38. Pvb. Vegetii Viri Illvstris Mulomedicina… Basiliae, 1574
39. Ioannis Stobaei Eclogarum Libri Dvo… Antverpiae, 1575
40. Apotelesma. Francofurti, 1577
41. Elegiae… Norimbergae, 1579
42. De Rebvs Gestis A Francisco Ximenio Cisnerio,… Libri Octo… Francofvrti, 1581
43. Hungariae Loca Precipva Recens Emendata, atqve Edita… Hely n., 1592
44. Ad Invictissimvm Caesarem Rvdolphvm II. Romanorvm Imperatorem… Sive De Tribvs Summis Imperatoris virtutibvs Gnomae generales. Jenae, 1598

- Veterum aliquot ac recentium medicorum philosophorumq. icones ex bibliothecâ Iohannis Sambuci. Cum eiusdem ad singulas elogiis; ÁKV–Magyar Orvostörténeti Társaság, Bp., 1985 (Reprint)
- Kovachich M. G. három kisebb cikkét közli (Scriptores Rerum Hungaricarum Minores Budae, 1798. I. 27. l. Praelio ad Mohach, 29. l. Francisci Zay de Scepusiensis belli initio & praeludio Sambuci, 44. De origine odii Joannis Vaydae).